# Ivan Dudić
Ivan Dudić (en serbe en écriture cyrillique : Иван Дудић) est un footballeur serbe, international yougoslave, né le 13 février 1977 à Zemun (Yougoslavie aujourd'hui en Serbie).

## Carrière
- 1995-1997 :  Étoile rouge de Belgrade
- 1998 : →  FK Železnik
- 1998-2000 :  Étoile rouge de Belgrade
- 2000-2002 :  Benfica Lisbonne
- 2002-2004 :  Rad Belgrade (prêté par Benfica)
- 2005-2006 :  RAEC Mons
- 2006-2007 :  Bezanija Novi
- 2007 :  Zalaegerszeg TE
- 2008-2010 :  Újpest FC